# Myrcia margarettae
Myrcia margarettae är en myrtenväxtart som först beskrevs av Brother Alain, och fick sitt nu gällande namn av Brother Alain. Myrcia margarettae ingår i släktet Myrcia och familjen myrtenväxter. Inga underarter finns listade i Catalogue of Life.